# Rita Razmaitė
Rita Razmaitė, née le 20 juin 1967 à Kretinga en Lituanie, est une coureuse cycliste soviétique et lituanienne.

## Palmarès sur piste

### Jeux olympiques
- Barcelone 1992
  - 8e de la vitesse
- Atlanta 1996
  - 13e de la vitesse

### Championnats du monde
- Maebashi 1990
  -  Médaillée de bronze de la vitesse pour l'Union soviétique
- Bogota 1995
  - 8e du 500 métres
- Perth 1997
  - 9e de la vitesse

### Coupe du monde
- 1995
  - 3e du 500 métres à Quito
- 1996
  - 3e de la course aux points à Cottbus
- 1997
  - 2e de la course aux points à Trexlertown

### Championnats d'Europe
- Pologne 1998
  - 5e de l'Omnium Endurance